# Gainesville (Texas)
Gainesville è un comune (city) degli Stati Uniti d'America e capoluogo della contea di Cooke nello Stato del Texas. La popolazione era di 16 002 abitanti al censimento del 2010.

## Geografia fisica
Gainesville è situata a 33°37′49″N 97°08′25″W (33,630360, -97,140323).
Secondo lo United States Census Bureau, la città ha una superficie totale di 49,32 km², dei quali 49,25 km² di territorio e 0,07 km² di acque interne (0,15% del totale).
La città si trova allo svincolo di due importanti arterie: la U.S. Route 82 che va verso est/ovest oltrepassando la Interstate 35 (nord/sud). È un agglomerato extraurbano della Dallas-Fort Worth Metroplex, 71 miglia (114 km) a nord del centro di Dallas e 65 miglia (105 km) a nord del centro di Fort Worth. Fa anche parte della regione del Texoma. Le città e le cittadine vicine sono:
|  | Nord:  | Thackerville, Oklahoma |
|  | Sud:   | Valley View            |
|  | Est:   | Whitesboro             |
|  | Ovest: | Lindsay                |

## Società

### Evoluzione demografica
Secondo il censimento del 2010, la popolazione era di 16 002 abitanti.

### Etnie e minoranze straniere
Secondo il censimento del 2010, la composizione etnica della città era formata dal 74,74% di bianchi, il 5,12% di afroamericani, l'1,31% di nativi americani, l'1,26% di asiatici, lo 0,09% di oceanici, il 14,18% di altre razze, e il 3,29% di due o più etnie. Ispanici o latinos di qualunque razza erano il 28,25% della popolazione.